# زباله دیجیتال
زباله دیجیتال دهمین آلبوم استودیویی گروه مادهانی است که در ۱۹ سپتامبر ۲۰۱۸ منتشر شد. این هفتمین آلبوم استودیویی آنهاست که توسط شرکت ساب پاپ منتشر می‌شود.

## نقدها
| بررسی انتقادی | بررسی انتقادی |
| منبع          | رتبه‌بندی      |
| ------------- | ------------- |
| Allmusic      | [ ۳ ]         |
| Pitchfork     | [ ۴ ]         |
| Rolling Stone | [ ۵ ]         |

زباله‌های دیجیتال در مجموع نقدهای مثبت بسیاری از منتقدین موسیقی دریافت کرد. سایت متاکریتیک، بر اساس ۱۷ بررسی، امتیاز ۷۵ از ۱۰۰ را به این آلبوم اختصاص داد. آل‌میوزیک زباله دیجیتال را به عنوان یکی از آلبوم‌های محبوب سبک راک در سال ۲۰۱۸ انتخاب کرد و موجو آن را در لیست ۷۵ آلبوم برتر سال ۲۰۱۸ در رده ۵۵ قرار داد.

## فهرست آهنگ
تمام آهنگ توسط مارک آرم، استیو ترنر، دن پیترز و گای مددیسون نوشته شده‌است. 
| شماره      | نام                      | مدت   |
| ---------- | ------------------------ | ----- |
| ۱.         | «Nerve Attack»           | ۲:۴۵  |
| ۲.         | «Paranoid Core»          | ۲:۳۱  |
| ۳.         | «Please Mister Gunman»   | ۳:۳۰  |
| ۴.         | «Kill Yourself Live»     | ۴:۴۸  |
| ۵.         | «Night and Fog»          | ۴:۰۴  |
| ۶.         | «21st Century Pharisees» | ۲:۳۵  |
| ۷.         | «Hey Neanderfuck»        | ۲:۴۰  |
| ۸.         | «Prosperity Gospel»      | ۳:۴۸  |
| ۹.         | «Messiah's Lament»       | ۳:۰۴  |
| ۱۰.        | «Next Mass Extinction»   | ۳:۲۵  |
| ۱۱.        | «Oh Yeah»                | ۱:۲۹  |
| مجموع مدت: | مجموع مدت:               | ۳۴:۳۹ |

## اعضای گروه
- مارک آرم - آواز / گیتار
- استیو ترنر - گیتار / آواز
- دن پیترز - طبل
- گای مددیسون - باس